# Coregonus lucinensis
Coregonus lucinensis är en fiskart som beskrevs av Thienemann, 1933. Coregonus lucinensis ingår i släktet Coregonus och familjen laxfiskar. IUCN kategoriserar arten globalt som sårbar. Inga underarter finns listade i Catalogue of Life.